# Caenimonas soli
Caenimonas soli es una especie de bacteria gramnegativa del género Caenimonas. Fue descrita en el año 2021. Su etimología hace referencia a suelo. Es aerobia y móvil por flagelo polar. Tiene un tamaño de 0,9-1,1 μm de ancho por 1,6-2,2 μm de largo. Forma colonias incoloras, convexas y circulares en agar R2A, pero no crece en agar TSA, LBA, PDA, VIA ni MA. Temperatura de crecimiento entre 10-37 °C, óptima de 25-30 °C. Catalasa negativa y oxidasa positiva. Se ha aislado del suelo de un bosque, en Corea del Sur. 